# Henosepilachna vigintioctopunctata
Henosepilachna vigintioctopunctata es una especie de coleóptero de la familia de  Coccinellidae. Su nombre común es mariquita de 28 puntos, mariquita de la papa o, en Nueva Zelanda, mariquita Hadda.
Se alimenta del follaje de las papas y de otros cultivos de solanáceas. Antiguamente era conocida como Epilachna vigintioctopunctata y forma parte de un complejo críptico de especies. Suele ser confundida con una especie estrechamente relacionada, Henosepilachna vigintioctomaculata, la cual se puede hallar en Rusia, China, Japón, y Corea, y se les suele dar el mismo nombre común en inglés.

## Morfología y biología
El cuerpo es casi redondo, convexo, brillante y puede alcanzar entre los cuatro y siete milímetros de longitud. Es de color marrón rojizo, y tiene trece manchas negras en cada uno de los élitros y una o más manchas a cada lado del tórax. Los huevos, de color amarillo, miden alrededor de 1,5 milímetros de largo. Se ponen en el envés de las hojas, en paquetes de diez a sesenta y cinco huevos. Las larvas y pupas de forma ovalada son de color amarillo verdoso y están adornadas con apéndices ramificados negros.
Los adultos y las larvas viven en las hojas, los primeros generalmente en la parte superior, los segundos en la parte inferior, alimentándose de los tejidos blandos entre las nervaduras. La hembra puede poner entre 300 y 400 huevos. En condiciones óptimas, las etapas larvarias de desarrollo se completan en cuatro a seis semanas. Las larvas pupan sobre las hojas y los adultos jóvenes de la nueva generación se alimentan intensamente durante una o dos semanas para acumular su tejido adiposo. Solo los adultos pueden sobrevivir a la mala estación, generalmente invernando bajo hojas muertas en los bordes de los bosques, en matorrales o en campos bajo residuos vegetales.

### Ciclo anual
La mariquita Hadda pasa el invierno como adulta. En primavera, los adultos localizan las plantas hospederas y ponen huevos. 

### Caminar y volar
Tanto las etapas adultas como las larvas de esta mariquita tienen tres pares de patas que se pueden usar para caminar. Las larvas también utilizan la punta del abdomen para sujetarse al sustrato. Los adultos tienen alas y pueden volar.

### Alimentación
Las mariquitas adultas y larvarias se alimentan de las hojas de las plantas. Las larvas mastican el tejido foliar en canales distintivos por un lado de la hoja, dejando intacta la epidermis del otro lado de la hoja.

## Distribución
Esta especie es originaria del extremo este de Rusia, pero en la segunda mitad del siglo XX su área de distribución se ha ampliado considerablemente, primeramente hacia el sudeste asiático. Ahora abarca casi toda Rusia, el noreste de China, el norte de Corea y Japón. También se encuentra en Australia, así como en la región de Bengala en la India. También ha sido accidentalmente introducida a otras partes del mundo, como Australia y Nueva Zelanda, donde hasta la fecha se ha limitado su distribución a la zona en torno en la ciudad de Auckland. También ha sido registrada en Sudamérica, en Brasil y Argentina.

## Importancia económica
Esta especie causa importantes daños a los cultivos en tres familias de plantas: Solanaceae (papa, tomate, berenjena y pimiento), Cucurbitaceae (pepino, melón, sandía y calabaza) y Fabaceae (soja y frijol), aunque también puede atacar otros cultivos como calabazas, nabos, rábanos, alubias y espinaca. Por su parte, solo se han encontrado adultos alimentándose de Solanum mauritianum. Sin embargo, la mejor planta huésped para la reproducción de los adultos invernales y el desarrollo de sus larvas es la papa. Las pérdidas de rendimiento de la papa pueden llegar al 25% en infestaciones severas. La lucha contra esta plaga implica el uso de variedades resistentes, la rotación de cultivos, la elección de sitios expuestos al viento para el cultivo de solanáceas, la destrucción de todos los residuos vegetales y el uso de insecticidas si es necesario.
Luego de que esta especie fuera identificada por primera vez en la región de Auckland en Nueva Zelanda a comienzos de 2010, se puso en marcha un programa de vigilancia y erradicación, pero al poco tiempo se anunció que la erradicación era imposible y que sería necesario colaborar con el sector hortofrutícola para minimizar la impacto de esta nueva plaga de cultivo.

## Galería

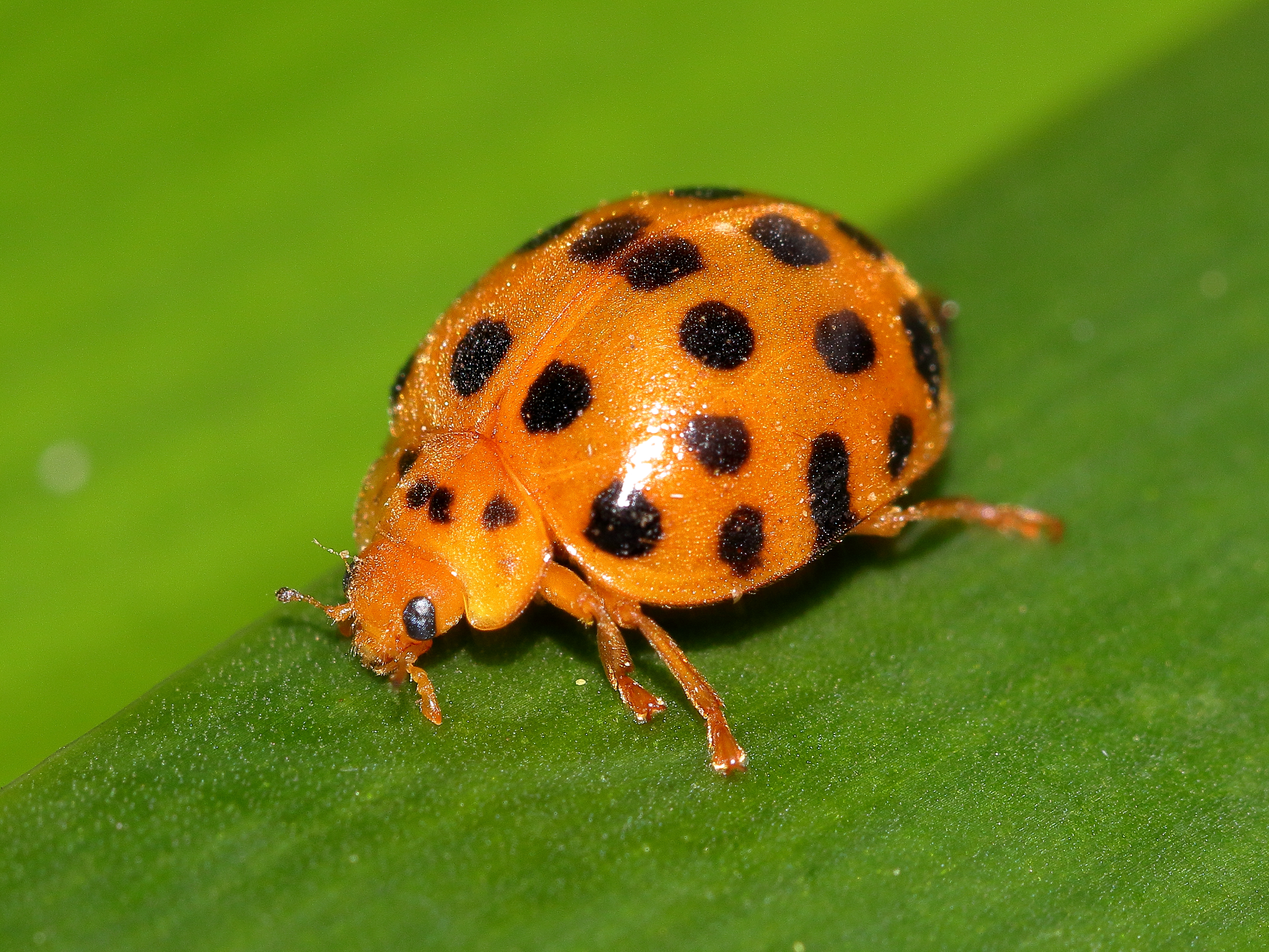
Mariquita de la papa de los 28 puntos (Cairns, Queensland)
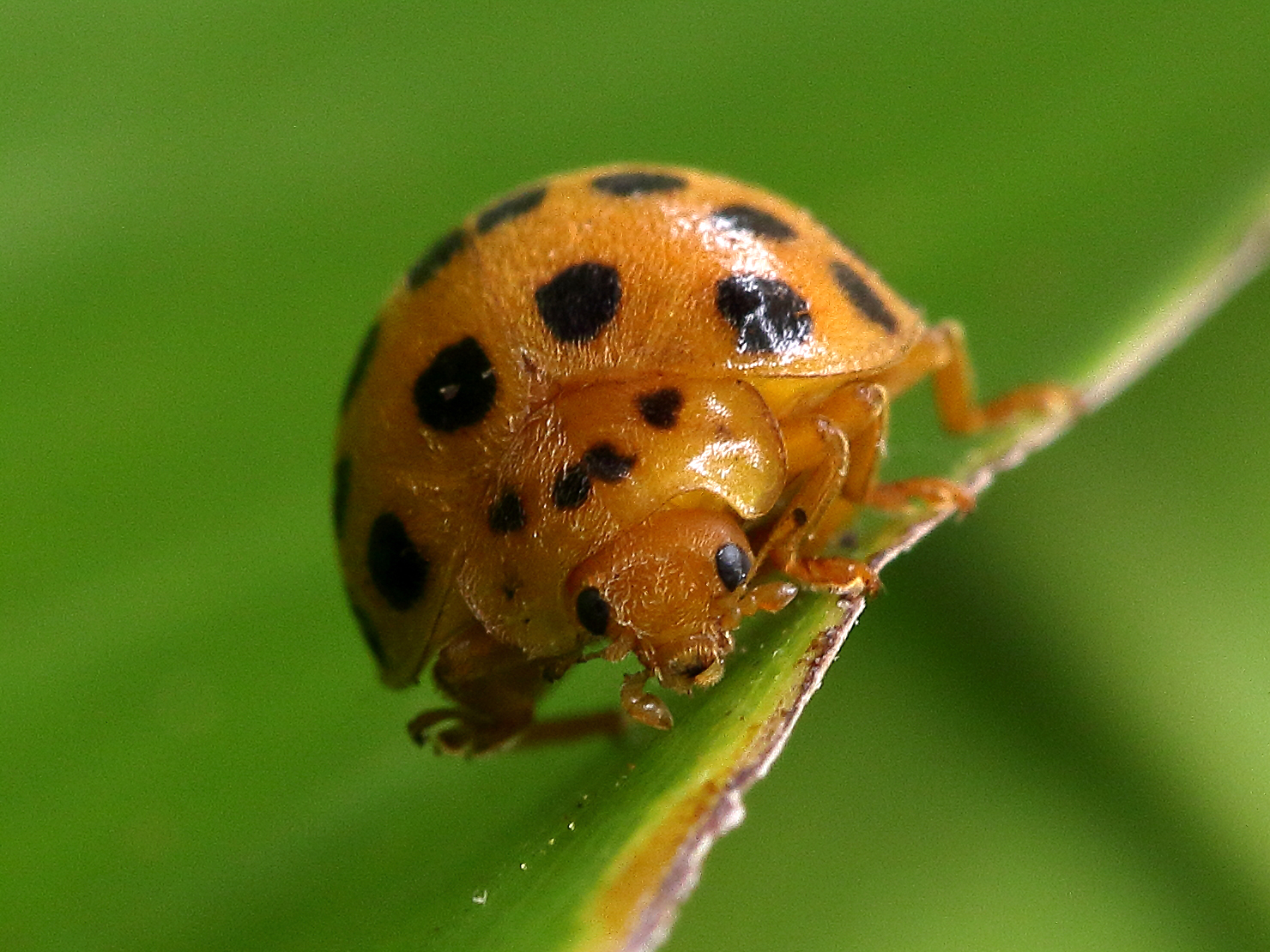
Vista frontal
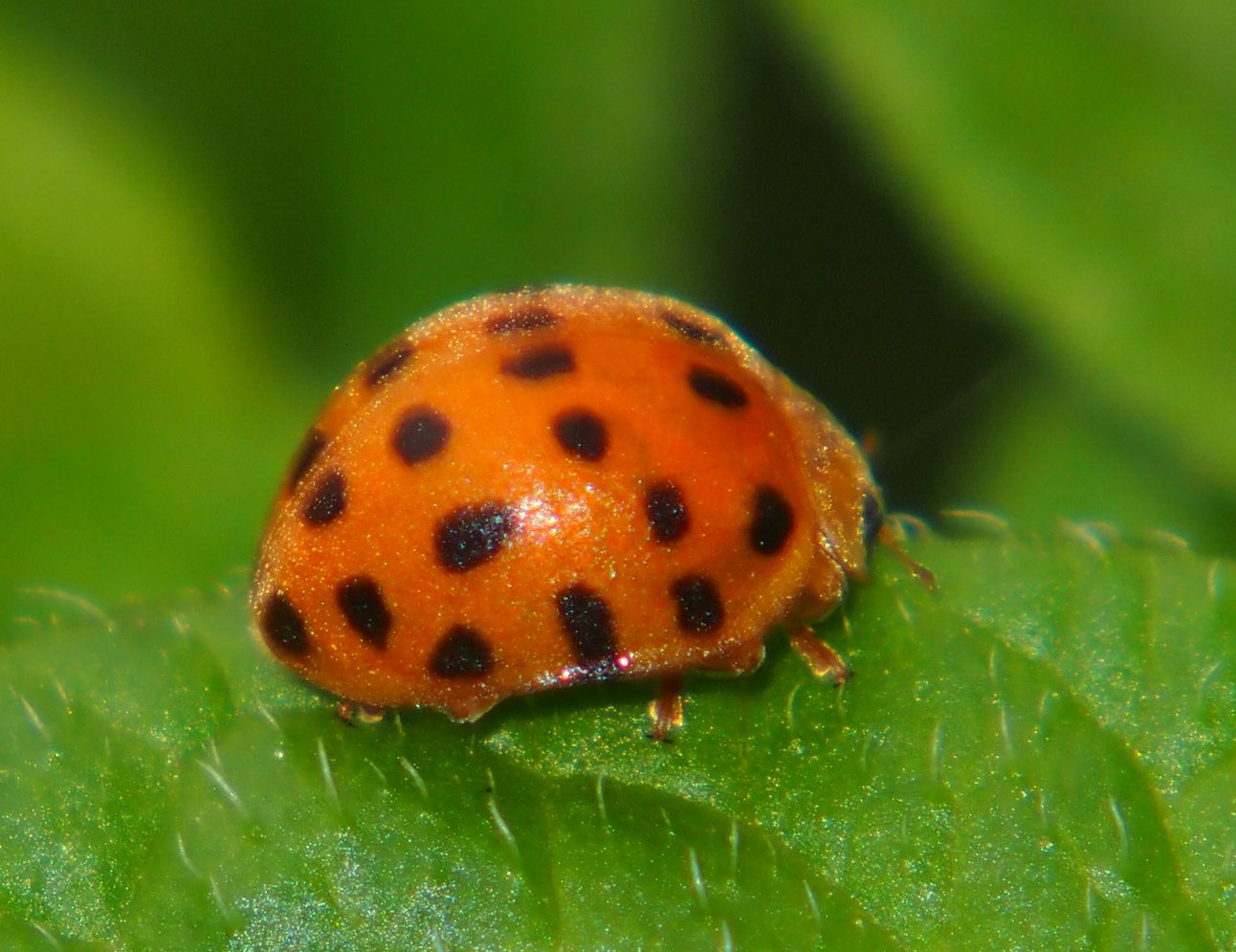
Vista trasera (diferente espécimen)
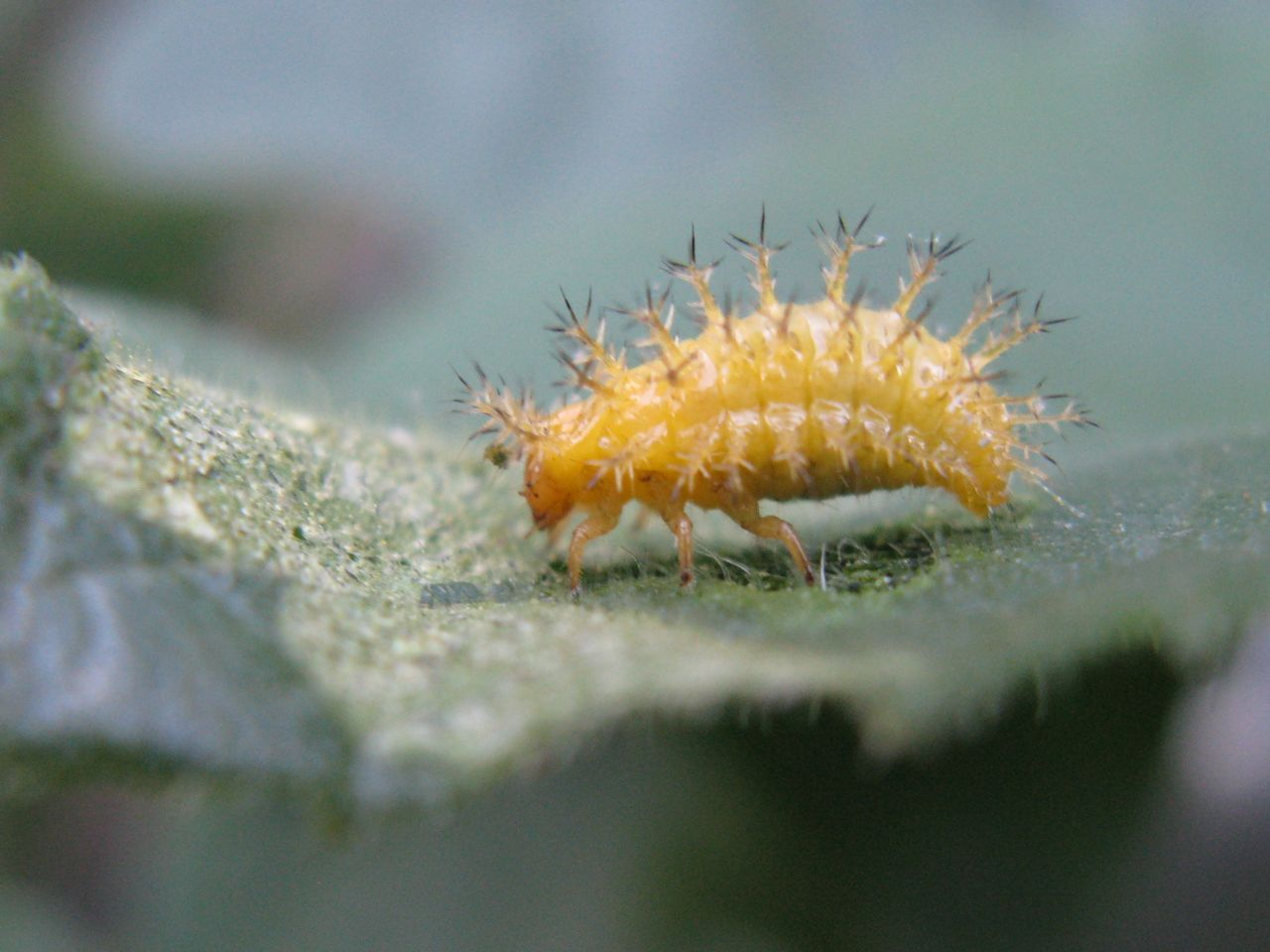
Larva